# Catamacta calligypsa
Catamacta calligypsa är en fjärilsart som beskrevs av Edward Meyrick 1926. Catamacta calligypsa ingår i släktet Catamacta och familjen vecklare. Inga underarter finns listade i Catalogue of Life.